# Velika Remeta
Velika Remeta (izvirno srbsko Велика Ремета) je naselje v Srbiji, ki upravno spada pod Občino Irig; slednja pa je del Sremskega upravnega okraja.

## Demografija
V naselju živi 37 polnoletnih prebivalcev, pri čemer je njihova povprečna starost 52,1 let (46,6 pri moških in 56,3 pri ženskah). Naselje ima 16 gospodinjstev, pri čemer je povprečno število članov na gospodinjstvo 2,19.
To naselje je, glede na rezultate popisa iz leta 2002, večinoma srbsko.
|  |

| Demografija | Demografija     | Demografija     |
| Leto        | Št. prebivalcev | Št. prebivalcev |
| ----------- | --------------- | --------------- |
|             |                 |                 |
|             |                 |                 |
|             |                 |                 |
|             |                 |                 |
| 1948        | 30              |                 |
| 1953        | 34              |                 |
| 1961        | 38              |                 |
| 1971        | 34              |                 |
| 1981        | 28              |                 |
| 1991        | 28              | 18              |
| 2002        | 46              | 42              |
|             |                 |                 |

| Etnična sestava po popisu iz leta 2002 | Etnična sestava po popisu iz leta 2002 | Etnična sestava po popisu iz leta 2002 | Etnična sestava po popisu iz leta 2002 | Etnična sestava po popisu iz leta 2002 |
| -------------------------------------- | -------------------------------------- | -------------------------------------- | -------------------------------------- | -------------------------------------- |
| Srbi                                   | Srbi                                   |                                        | 41                                     | 97,61%                                 |
| Nemci                                  | Nemci                                  |                                        | 1                                      | 2,38%                                  |
| Neznano                                | Neznano                                |                                        | 0                                      | 0,0%                                   |